# エバ・ジェルバブエナ

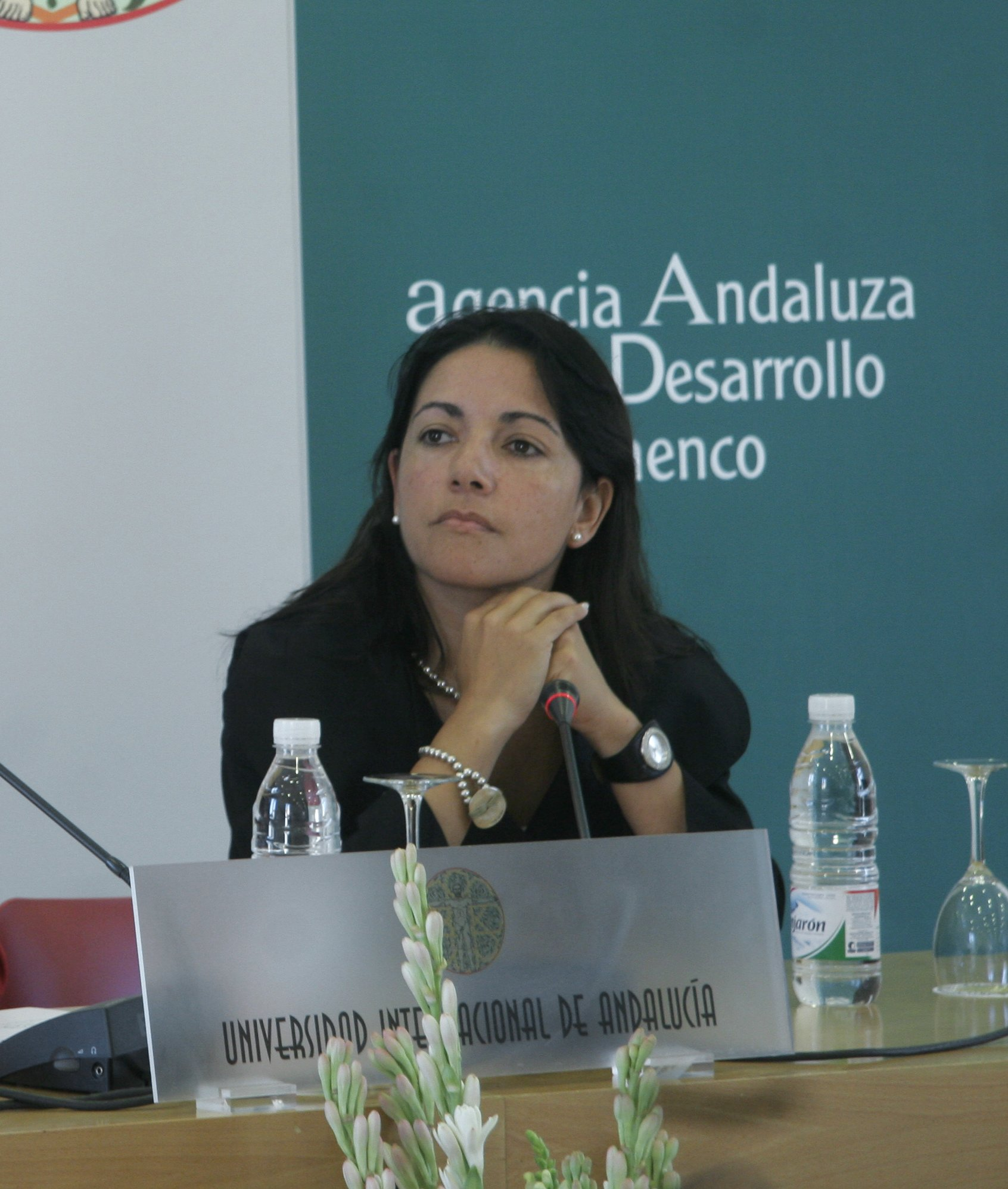
エバ・ジェルバブエナ(2007年)

エバ・ジェルバブエナ（Eva Yerbabuena、本名:Eva María Garrido Garcia）は、スペインのフラメンコダンサー。彼女は1998年に自分の舞踊団を結成し、2001年にはスペイン文化省が授与する「Premio Nacional de Danza」を受賞した。彼女は現在の指導的なフラメンコダンサーの一人であると考えられている。

## 来歴
彼女は1970年にドイツのフランクフルト・アム・マインで生まれ、生後15日でスペインのグラナダにある両親の故郷Ogijaresに住み始めた。11歳の時にフラメンコクラスでダンスを始め、12歳の時 Enrique "El Canastero"、Angustillas "La Mona"および Mario Maya と踊り始めた。彼女のプロとしての経歴は15歳の時に始まる。彼女はJuan FurestとJesús Domínguezにドラマティックアートを学んだ。その後、彼女はキューバを訪れ、 Johannes García に振り付けを学んだ。友人の Francisco ManuelDíaz により、フラメンコシンガーの Fransquito Yerbabuena にちなんで、「Yerbabuena」と名付けられた。彼女は今までに Manolete、Merche Esmeralda、Javier Latorre、Joaquín Cortés、Mikhail Baryshnikov および Pina Bauschとコラボレーションしたことがある。彼女は自身の舞踊団 Eva Yerbabuena Ballet Flamenco を1998年に設立し、ギタリストの Paco Jarana を音楽監督として迎えた。
彼女は演奏者、作曲家として彼女のショーに参加しているギタリストの Paco Jarana と結婚している。このカップルには二人の娘がいる。